# Platja de la Barceloneta (Picasso)
Platja de la Barceloneta és un quadre del 1896 de Pablo Picasso dipositat al Museu Picasso de Barcelona.

## Context històric i artístic
L'exercici paisatgístic centra una part important de l'obra de Picasso durant els seus anys de formació. L'artista està influenciat, en part, per la importància que havia assolit el gènere en el segle xix i, en particular, per l'interès que aquest despertà en la seua Màlaga natal amb l'arribada del pintor valencià Muñoz Degrain (1843-1924).
En el decurs de l'any 1896, el paisatge té una importància cabdal en la seua obra i esdevé una pràctica habitual i essencial. Els punts d'interès són l'entorn familiar, la ciutat vella i els seus voltants. Entre aquests hi ha el popular barri de la Barceloneta, construït a partir de la segona meitat del segle xix, on es concentra una població marinera i menestral.

## Descripció
En aquest oli sobre tela de 24,4 × 34 cm Picasso aprofita la vista del litoral per a realitzar un magnífic exercici de perspectiva. Se serveix de l'aigua en xocar contra la sorra de la platja per traçar una diagonal que divideix la composició. Aprofita els dos espais pictòrics per a aplicar-hi dos estils artístics diferents. El que configura la platja i els elements que l'integren (fàbriques del Poblenou, cavalls, etc.) de marcat realisme, i el que forma el mar i l'horitzó marí, de pinzellada més emotiva i lliure i amb una acusada difuminació del fons.
Fou donat per l'artista al Museu Picasso el 1970.